# Шлапунов, Василий Николаевич
Василий Николаевич Шлапунов (бел. Васіль Мікалаевіч Шлапуноў; 30 июля 1932, Белая Дуброва, Костюковичский район — 4 августа 2021) — белорусский учёный в области кормопроизводства и луговодства, академик Национальной академии наук Беларуси (2003).
Доктор сельскохозяйственных наук (1988), профессор (1989). Академик Академии аграрных наук Республики Беларусь (1996), иностранный член Украинской академии аграрных наук (1999).

## Биография
Родился 30 июля 1932 года в д. Белая Дубрава (ныне — Костюковичский район Могилёвской области). В 1960 году заочно окончил Белорусскую сельскохозяйственную академию.
- 1950—1951 — участковый агроном Мостовской МТС Гродненской области,
- 1953—1955 — участковый агроном Костюковичской МТС Могилевской области,
- 1955—1959 — помощник заведующего, заведующий Давид-Городокским госсортоучастком, Брестская область,
- 1960—1961 — начальник Пинской райсельхозинспекции,
- 1961—1964 — главный государственный инспектор по закупкам сельхозпродуктов по Минскому району,
- с 1964 г. старший научный сотрудник, в 1970—2000 гг. заместитель директора по научной работе Белорусского НИИ земледелия.
- с 2001 г. заведующий отделом, с 2005 г. главный научный сотрудник Научно-практического центра Национальной академии наук Беларуси по земледелию.

Автор более 20 научных работ в области кормопроизводства, в том числе 7 монографий.
Соавтор 16 гибридов кукурузы, 2 сортов суданской травы и сорта редьки масличной Ника.
Награждён орденом «Знак Почёта» (1976).
Скончался 4 июня 2021 года.
Сочинения:
- Полевое кормопроизводство. 2-е изд. Мн.: Ураджай, 1991.
- Кукуруза. Мн.: Беларуская навука, 1999 (в соавт.).
- Производство грубых кормов. Кн. 1-2. Торжок: ООО «Вариант», 2002 (в соавт.).
- Кормопроизводство. Мн.: ИВЦ Минфина, 2006 (в соавт.).